# William H. Donaldson
Pour les articles homonymes, voir Donaldson.
William H. Donaldson, né le 2 juin 1931 à Buffalo (État de New York) et mort le 12 juin 2024 à Lewisboro (État de New York), est un homme d'affaires et un haut fonctionnaire républicain américain. Cofondateur de la banque d'investissement Donaldson, Lufkin & Jenrette (en) (appartenant depuis l'an 2000 au Crédit Suisse), il est président de la Securities and Exchange Commission (SEC) entre 2003 et 2005.

## Biographie

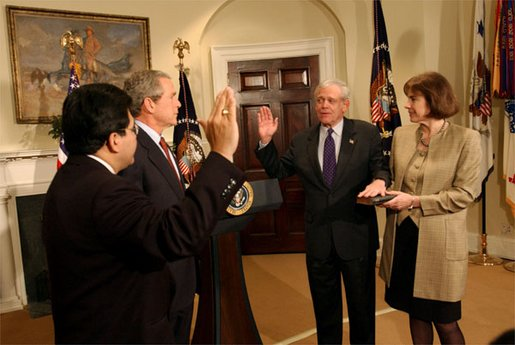
William H. Donaldson prête serment en tant que président de la Securities and Exchange Commission en février 2003.

### Enfance
Donaldson est né à Buffalo le 2 juin 1931. Son père, artisan, dirigeait une entreprise d'outillage (en), sa mère était femme au foyer. L'entreprise de son père ayant souffert pendant la Grande Dépression, Donaldson vend des journaux, de la limonade et aide à réparer des maisons (en) pour aider à subvenir aux besoins de sa famille.

### Parcours académique
Donaldson est diplômé de l'Université Yale, où il fréquente le groupe Skull and Bones.
Il est diplômé de l'Université Harvard, où il obtient un MBA avec mention.
Il fonde la Yale School of Management en 1976,, où il est premier doyen jusqu'en 1980.

### Parcours militaire
Donaldson est un ancien Marine ; il sert en tant que First lieutenant en Asie de l'Est peu de temps après la guerre de Corée, pendant deux ans.

### Parcours d'affaires
En 1959, Donaldson fonde la banque d'investissement Donaldson, Lufkin & Jenrette, avec Richard Jenrette (en) et Dan Lufkin,.
Il est président de la bourse de New York, de 1990 à 1995.
Il est président de l'entreprise d'assurance Aetna, pendant deux ans.

### Parcours politique
À partir de 1973, sous la présidence Nixon et au service de Henry Kissinger, il travaille au Département d'État des États-Unis, où il occupe le poste de « Undersecretary of International Security Affairs » (« Sous-secrétaire d'État des affaires de sécurité internationales »).
Il est conseiller du vice-président des États-Unis Nelson Rockefeller sous l'administration Ford.
En 2002, alors qu'il s'apprêtait à prendre sa retraite, Donaldson est nommé 27e président de la SEC par le Président des États-Unis George Bush, position qu'il occupe jusqu'au 30 juin 2005,.
Il est président du Economic Recovery Advisory Board de Barack Obama.
Le 17 avril 2015, Donaldson devient président de l'association à but non lucratif Financial Services Volunteer Corps (FSVC), dont le rôle est de développer des systèmes bancaires et financiers basés sur le modèle américain dans pays en développement et d'anciens pays communistes,.

### Vie privée

#### Mariages
Sa première femme, Evan Burger, meurt en 1994. Il épouse en 1995 Jane Donaldson (anciennement Phillips), mère de son fils Adam.

### Mort
William H. Donaldson meurt des suites d'une leucémie le 12 juin 2024 à l'âge de 93 ans,, à Lewisboro (État de New York).